# عبد الله المقرن
عبد الله محمد المقرن، لاعب كرة قدم سعودي، يلعب في النادي الأهلي.

## مسيرة اللاعب
كانت بداياته مع نادي الوشم و انتقل إلى نادي الرائد في عام 2018 ثم انتقل للنادي الأهلي عام 2022.

## روابط خارجية
- عبد الله المقرن على موقع Soccerway.com (الإنجليزية)